# Costanera Sur (Buenos Aires)

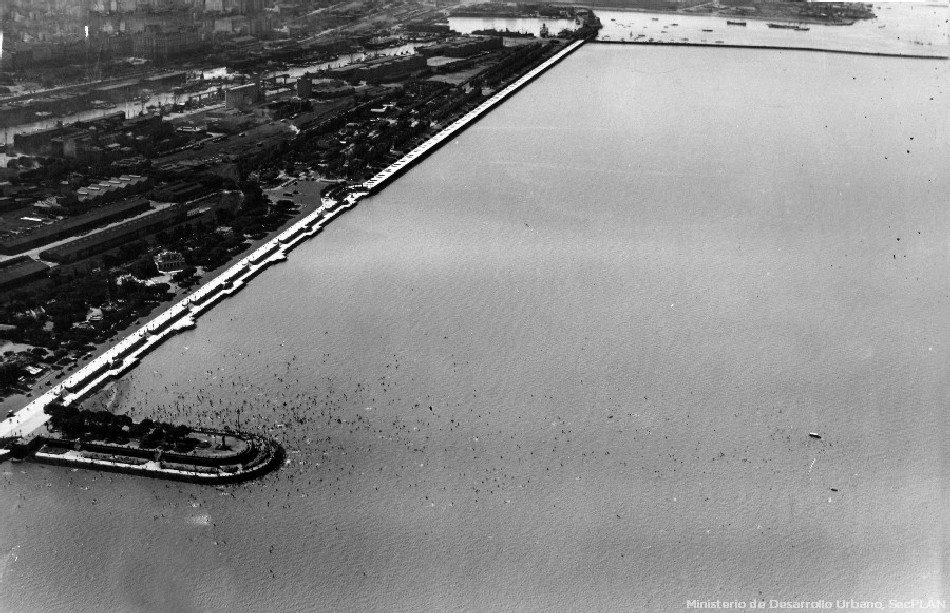
Vista aérea del balneario y su espigón en 1935, época de su apogeo.

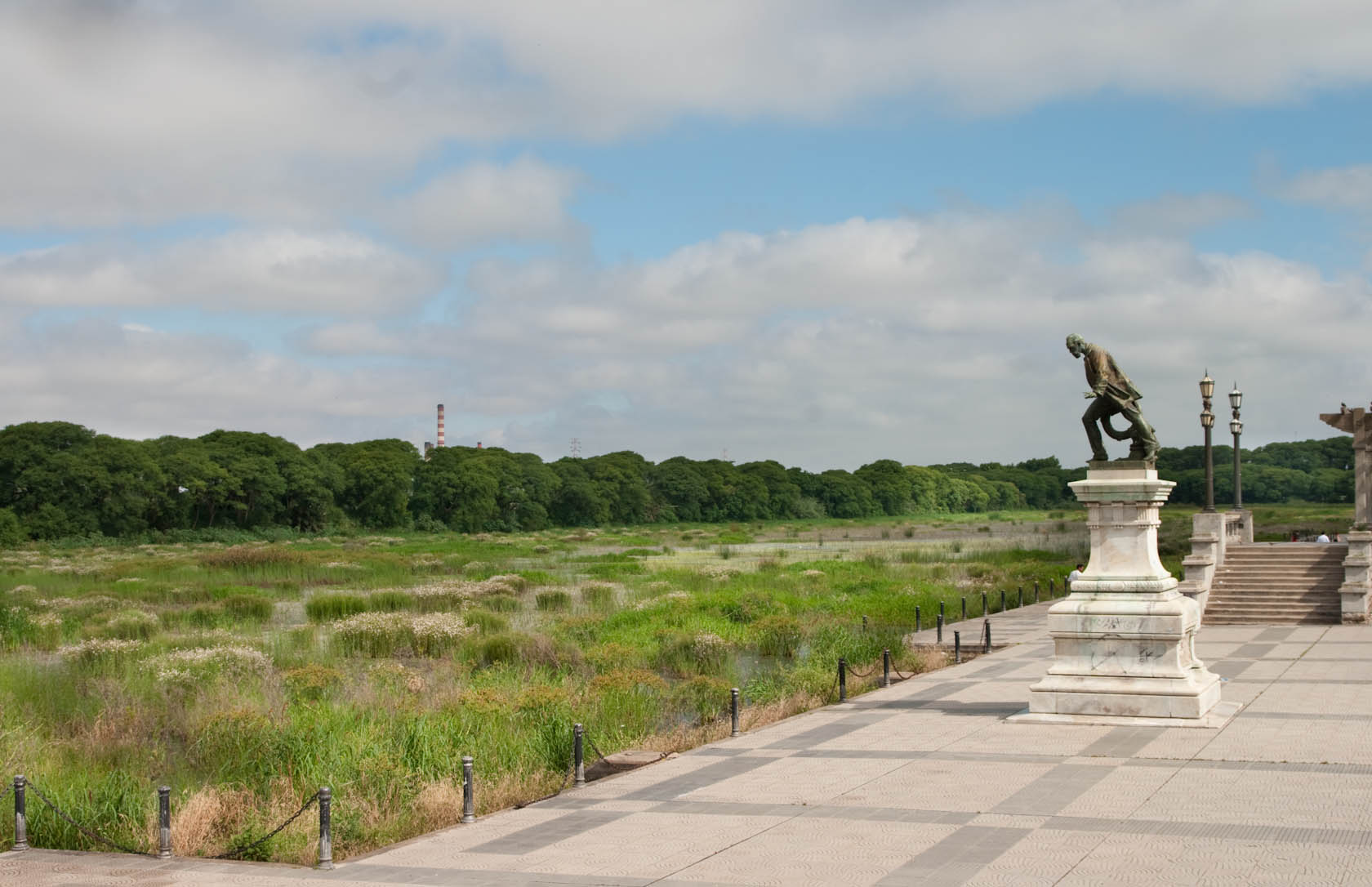
La estatua de Luis Viale hoy mira a los pastizales de la Reserva Ecológica.

La Costanera Sur es un antiguo paseo costero en Puerto Madero, ciudad de Buenos Aires. Funcionó como balneario público hasta que durante la década de 1980, se rellenó la ribera y se creó la Reserva Ecológica Costanera Sur, haciendo que el balneario perdiera para siempre su función.
Está formado por las avenidas Intendente Noel e Intendente Giralt, y por una vereda muy amplia con un muro de contención con escaleras que llevan a un nivel inferior, desde el cual se llegaba al agua, aunque en la actualidad el relleno se secó completamente.
En la década del '20, abundaron las cervecerías y restaurantes frente al balneario, y algunos de sus edificios diseñados por el arquitecto húngaro Andrés Kalnay sobreviven reciclados. En la actualidad hay “carritos”, pequeños puestos de comida al paso con parrillas donde se puede comer choripán y sándwiches de bondiola de cerdo, entre otras comidas.

## Historia

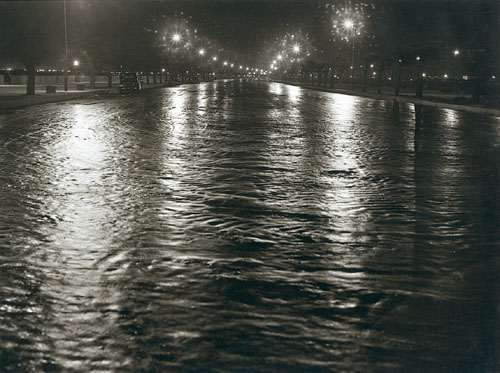
Horacio Coppola fotografió la costanera inundada en una noche de 1936.

El proyecto de construir una costanera para la costa de Buenos Aires se desarrolló entre 1916 y 1919. La zona estaba localizada en tierras ganadas al río, detrás de Puerto Madero, entre las calles Belgrano y Brasil. Esta zona había sido parte del un conflicto jurisdiccional entre la Dirección de Puertos dependiente del Estado y la Municipalidad, ya que después de la construcción de Puerto Madero en 1889, el triángulo de tierra que separaba el puerto del río había permanecido abandonado. En 1916, el Secretario de Obras Públicas, ingeniero Aguirre, bajo la administración del Intendente Gramajo, encargó al Director de Paseos, el ingeniero agrónomo y paisajista Benito Javier Carrasco, estudiar un proyecto de transformación de los parajes abandonados de la costa. La idea preliminar era construir una pileta para aprovechar las aguas termales supuestamente presentes en el lugar, pero esta propuesta se transformó luego en un paseo y balneario sobre el río.

El proyecto fue aprobado por el Intendente en junio de 1916, pero debido a dificultades financieras la construcción debió posponerse. Gracias a la insistencia de Le Bretón, miembro del Concejo Deliberante, los trabajos comenzaron en 1918, cuando gobernaba el país el presidente Hipólito Yrigoyen. Según Carrasco la idea del proyecto tenía como objetivo la posibilidad de caminar en la costa entre jardines y “gozar al mismo tiempo de la fresca brisa del río”.
El 11 de diciembre de 1918 el Intendente Joaquín Llambías inauguró el Balneario Municipal Costanera Sur. El espigón fue agregado luego y no está claro si fue diseñado por el hermano de Carrasco, Eugenio, quien fue director de Paseos desde 1919. Sí se sabe que fue construido por el Centro Nacional de Ingenieros y que creo conflictivos: Benito Carrasco fue crítico con esta parte del proyecto pues la idea del mismo era crear un sitio de esparcimiento e higiene para la población urbana que carecía de él, y que fuese un parque ribereño destinado a los que no podían trasladarse a otros balnearios.
Las instalaciones asignadas para los bañistas, que en aquella época no podían mezclarse con los del sexo opuesto, incluyeron 300 casillas donde se colocaban los cerrados trajes de baño de la época. El horario del balneario era también estricto: de 6 a 11 y de 15 a 19, para  "prevenir tentaciones de la concurrencia nocturna". Durante la intendencia de Carlos Noel se reglamentó que "los bañistas deben usar un traje de baño en buen estado, proveerse de toalla y no permanecer en el agua más de media hora".
El balneario consta de una serie de escaleras de piedra que descienden desde una vereda amplia hacia un nivel inferior, a la altura del río. Desde allí, una escalinata que recorre toda la ribera conducía al lecho de barro. El paseo fue arbolado con acacias y tipas, y se adornó con maceteros y farolas importados de Francia. En 1924, el intendente Carlos Noel inauguró la ampliación de la costanera hasta la calle Córdoba (hoy Cecilia Grierson), con la presencia del Presidente Marcelo T. de Alvear y del príncipe Humberto de Saboya.

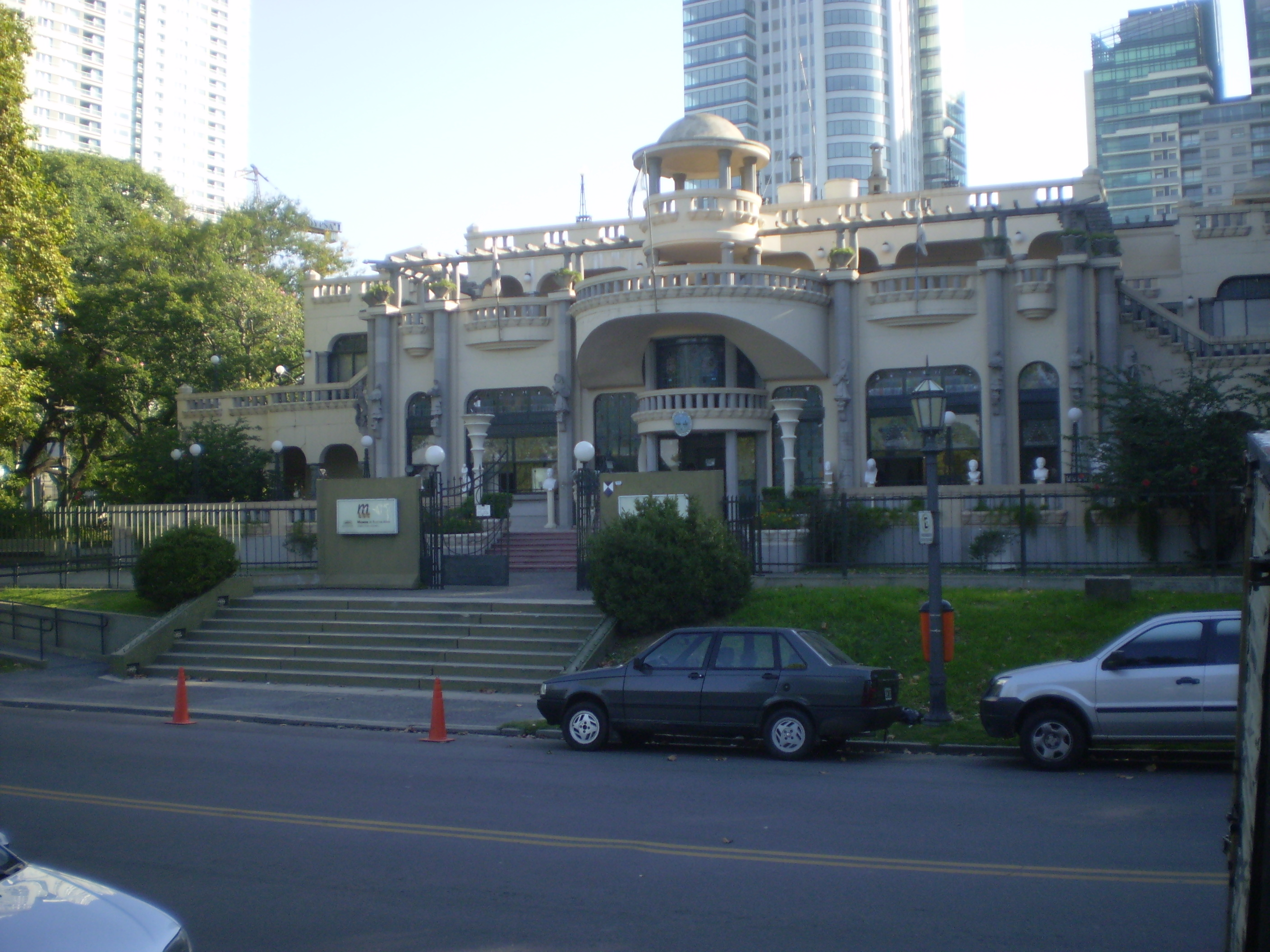
La antigua Cervecería Munich (1927), hoy Centro de Museos.

El paseo fue un éxito instantáneo, y se transformó en un paseo obligado de la clase media y media-baja durante las primeras décadas del siglo XX, de tal forma que en 1924 la Municipalidad de Buenos Aires ordenó al arquitecto húngaro Andrés Kalnay la construcción de un conjunto de edificios y locales para alquilar como restaurantes y cervecerías. El más imponente fue ocupado por la Cervecería Munich, y los más pequeños por la Cervecería Don Juan de Garay, la Brisas del Plata, La Perla y La Rambla. Décadas más tarde, todas cerraron y quedaron abandonadas, algunas fueron demolidas, otra fue reciclada como salón para eventos y la Munich fue Museo de Telecomunicaciones y ahora es la sede de la Dirección de Museos de Buenos Aires.

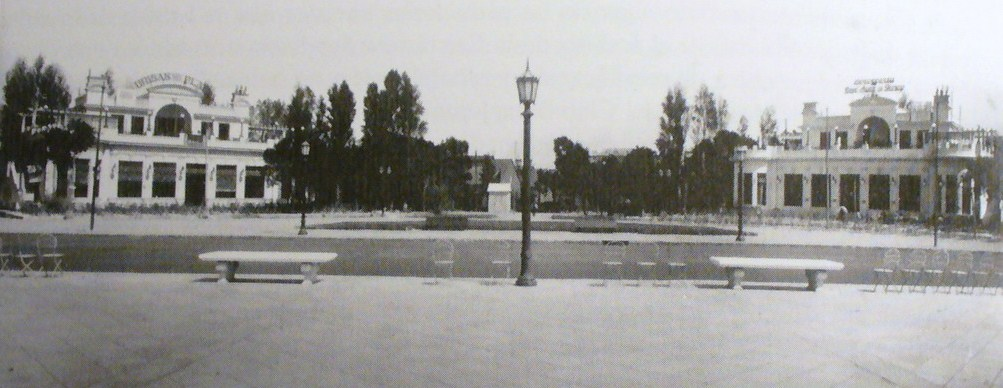
El conjunto de cervecerías gemelas “Brisas del Plata” (hoy salón de eventos) y “Don Juan de Garay” (demolida).

Además, Kalnay diseñó dos locales más pequeño para la Cervecería La Alameda (hoy utilizado por un bar con el mismo nombre) y Punch de Naranja (demolido), y un modelo de casa obrera diseñado para la Cruz Roja, que fue sorteado en una rifa. En la actualidad es sede de una sinagoga llamada Beit Jabad. Todos estos edificios estaban ubicados a lo largo de la actual Plaza Haroldo Conti, entre las calles Brasil y Belgrano, y solo tres de ellos sobreviven en la actualidad, uno abandonado y tapiado. En su momento, fueron centro de reunión nocturna y espectáculos de música al aire libre.
Pero con el paso de las décadas, el abandono de Puerto Madero y su deterioro, la contaminación de las aguas del Río de la Plata y la inauguración de otros paseos como la Avenida Costanera Norte en la década de 1940, la Costanera Sur fue decayendo, sus restaurantes y cervecerías cerraron, y para la década de 1970 estaba totalmente marginada y sin uso. Por esas décadas comenzaron a florecer los “carritos”, puestos ilegales con parrillas que vendían choripanes, hamburguesas y otros sándwiches, instalados sobre la amplia vereda de la avenida.
En 1978, el Intendente de facto Brigadier Osvaldo Cacciatore comenzó su pretencioso Plan de Autopistas Urbanas, demoliendo una larga serie de manzanas atravesando el sur de la ciudad, para construir la Autopista 25 de Mayo y la Perito Moreno, con la idea de luego seguir con siete nuevas autopistas. Los escombros de las demoliciones fueron trasladados a Puerto Madero y colocados formando un perímetro de tierra sobre el lecho del Río de la Plata, con la idea de rellenar toda esa área y crear un distrito financiero. Cuando Cacciatore fue destituido de su cargo por corrupción, el proyecto quedó en nada, y con el regreso de la Argentina a la democracia, el plan fue suspendido. Con una gran inundación y crecida del río, los rellenos abandonados se llenaron de sedimentos y las plantas comenzaron a crecer espontáneamente hasta formar la Reserva Ecológica Costanera Sur.
Así, el Balneario Municipal quedó inutilizado y definitivamente abandonado, ya que había quedado separado de las aguas del río por la Reserva Ecológica. Recién a mediados de la década de 1990 la Municipalidad comenzó a considerar la recuperación del paseo, de cara a la renovación de Puerto Madero como barrio de alta categoría. A fines de 1998, el Jefe de Gobierno Fernando de la Rúa inauguró la remodelación y restauración del Balneario Costanera Sur.
En la actualidad, el paseo volvió a ser costumbre de los habitantes de Buenos Aires y sus alrededores. Es común ver familias que se instalan con su auto sobre la vereda amplia de la costanera, trayendo comida desde sus casas para pasar un domingo al aire libre. También muchos concurren a almorzar o cenar en alguno de los “carritos” de parrillada. Varios vendedores se instalan contra la baranda de la vereda superior para ofrecer juguetes y productos baratos, y sobre el Espigón Plus Ultra se suele hacer karaoke en las noches de fin de semana. De los edificios diseñados por el arquitecto Kalnay, solo sobrevivieron cinco: La Alameda funciona como bar, Brisas del Plata se transformó en un salón de eventos, la casa para la Cruz Roja es una sinagoga y la Cervecería Munich es el Centro de Museos de Buenos Aires. Otro edificio de Kalnay permanece abandonado, y el resto fueron demolidos.